# Observatoire de Nihondaira
L'observatoire de Nihondaira est un observatoire astronomique qui se trouve sur une colline surplombant l'arrondissement de Shimizu à Shizuoka, au Japon.
Il a été la source de nombreuses découvertes de planètes mineures par l'astronome Takeshi Urata. En 2007, l'observatoire était classé 43e par le nombre d'astéroïdes découverts, avec un total de 163, mais a depuis perdu son classement : en effet, au 1er janvier 2016, les 50 meilleurs sites de découverte ont tous découverts plus de 400 objets célestes.
L'Union astronomique internationale identifie l'observatoire sous le code 385. L'astéroïde (2880) Nihondaira, découvert par l'astronome Tsutomu Seki, est nommé d'après cet observatoire. Il est souvent désigné par son emplacement, Shizuoka. Il possède également une station d'observation à Oohira. L'astéroïde (8533) Oohira est nommé d'après cette dernière.
Le Centre des planètes mineures lui attribue la découverte de 6 astéroïdes, en 1988 et en 1999, sous le nom Oohira.
| (4948) Hideonishimura | 3 novembre 1988  |
| (5508) Gomyou         | 9 mars 1988      |
| (5741) Akanemaruta    | 2 décembre 1989  |
| (5821) Yukiomaeda     | 4 novembre 1989  |
| (6236) Mallard        | 29 novembre 1988 |
| (18347) 1989 WU       | 20 novembre 1989 |